# Круг от руки
«Круг от руки» — песня, написанная Максимом Фадеевым и записанная российской певицей Линдой, для её второго студийного альбома «Ворона» (1996). Композиция, спродюсированная Фадеевым, была выпущена, как первый сингл с альбома 17 сентября 1995 года.

## Музыкальное видео

### Съёмки и сюжет
Клип на «Круг от руки» был снят летом 1995 года. Съёмками, которые проходили в Подмосковье, в качестве продюсера руководил Максим Фадеев. Режиссёром выступил Армен Петросян, оператором — Максим Осадчий. «Мы не ездим снимать клипы за границу, зато вся одежда и прибамбасы в кадре — самые настоящие. У меня есть друзья во всех уголках мира. Они могут прислать любую вещь: от халата кочевника до барабана, сделанного вручную где-то на островах», — объяснял выбор места съёмок Фадеев. Пальто, в котором Линда снималась в видео, сплели две норвежские женщины из кручёного льна, а африканец, пляшущий на песке, — Кинтино, уроженец Гвинея-Бисау, который первоначально устроился в танцевальную группу певицы. Линда в клипе предстала в образе навеянном её первым альбомом: на лице были нарисованы различные знаки (компьютерная графика была на тот момент слишком затратной, поэтому они наносились вручную), а в волосы вплетена индийская тесьма, напоминавшая дреды: «[Линда] помотала головой, и с тесьмы осыпалась пыльца, создав интересный эффект в кадре. Вероятно, это выглядело как компьютерная уловка, но всё было на самом деле так…», — отмечал Фадеев.

### Релиз и реакция критики
Клип был показан широкой публике на канале РТР 17 сентября 1995 года, в телепередаче «Горячая десятка». Видео получило несколько наград. Журнал «ОМ» назвал клип лучшим в 1995 году, а Даша Ухачёва, работавшая над образом Линды в видео, была названа лучшим стилистом.

Экзотика песчаных карьеров Подмосковья создаёт ощущение дальних стран и необычных планет. Экстатическая пляска обнажённого туземца, странная девушка с полуприкрытыми глазами, цветок, раскрывающийся на её губах — вот перечень эффектных находок клипа Линды «Круг от руки» (режиссёр Армен Петросян). Клип абсолютно сомнамбуличен, наблюдающий зыбкие пески обнаруживает в них новый мир, сладостный и пугающий.— Журнал «ОМ», 1996 год.
16 февраля 1996 года состоялся IV Московский фестиваль видеоклипов, на котором «Круг от руки» выиграл в двух номинациях: «Оператор года» (приз получил Максим Осадчий) и «Лучший костюм». На российской музыкальной премии «Звезда» видео получило награду «Клип года», а Армен Петросян был назван лучшим режиссёром.
Пальто и ботинки, в которых Линда снималась в этом клипе, были выставлены на презентации интернет-аукциона molotok.ru, состоявшейся 10 февраля 2000 года в ресторане "Папарацци".

## Участники записи
| - Максим Фадеев — автор слов и музыки, продюсер, аранжировка, продюсирование вокала, бэк-вокал, программинг - Линда — вокал - Михаил Кувшинов — продюсирование вокала, запись, сведение, мастеринг - Ольга Дзусова — бэк-вокал | - Евгений Поздняков — инженер звукозаписи (3d-sound) - Хавьер Гонсалес — перкуссия - Мурари Кришна Дас — скрипка, вула-вула, мриданга - Nika — барабаны, табла, караталы - Makota — бас - Kumashida Ridoto — фуркон |

## Номинации и награды
| Год  | Награда                             | Номинированная работа           | Категория       | Результат |
| ---- | ----------------------------------- | ------------------------------- | --------------- | --------- |
| 1996 | IV Московский фестиваль видеоклипов | «Круг от руки» (Максим Осадчий) | Оператор года   | Победа    |
| 1996 | IV Московский фестиваль видеоклипов | «Круг от руки»                  | Лучший костюм   | Победа    |
| 1996 | Премия «Звезда»                     | «Круг от руки»                  | Клип года       | Победа    |
| 1996 | Премия «Звезда»                     | «Круг от руки» (Армен Петросян) | Лучший режиссёр | Победа    |

### Рейтинги и списки
| Издание | Страна | Рейтинг/список                                             | Год  | Источник |
| ------- | ------ | ---------------------------------------------------------- | ---- | -------- |
| «ОМ»    | Россия | «Лучшее музыкальное видео года»                            | 1995 | [ 4 ]    |
| «ОМ»    | Россия | «Лучшее музыкальное видео года (опрос критиков)» (2 место) | 1995 | [ 4 ]    |